# Ondřej Veselý (lední hokejista)
Ondřej Veselý (* 6. prosince 1977 ve Zlíně) je bývalý český hokejový útočník.

## Hráčská kariéra
S hokejem začínal ve Zlíně kde také debutoval v české nejvyšší lize v sezoně 1995/96. Sezonu 1996/97 strávil v zámoří v lize WHL v týmu Portland Winterhawks kde odehrál celou sezonu a sezonu 1997/98 začal v týmu Portland Winterhawks a po 8 zápasech přestoupil do týmu Tri-City Americans. Po skončení sezony se vrátil do mateřského klubu HC Barum Continental kde odehrál 2 sezony. Sezony 2000/01 a 2001/02 odehrál ve Vsetíně kde v první sezoně tým skončil na 2 místě a následně další sezonu se stal tým mistr české Extraligy. Po skončení sezony se opět vrátil do Zlína kde odehrál 2 sezony. Sezonu 2004/05 začal v Superlize v týmu HK Sibir Novosibirsk po 7 odehraných zápasech se kdy téměř dostal málo prostoru k hraní ukončil předčasný kontrakt a vrátil se do vlasti a dohodl se s týmem Vsetínská hokejová kde v minulosti působil. V sezoně 2004/05 kdy se nevedlo Vsetínu a před koncem sezony přestoupil do Zlína a pomohl týmu se probojovat do finále playoff. Po skončení sezony se upsal týmu HC České Budějovice který postoupil do Extraligy. V týmu odehrál 5 sezon (2005/10) a od sezony 2008/09 se stal kapitánem mužstva. Po skončení sezony kdy mu vypršela smlouva v HC Mountfieldu podepsal roční smlouvu s týmem HC Kometa Brno. V Kometě vynechal jenom dva zápasy základní části a Kometa Brno se umístila na celkové 11. místo. Po vypršení smlouvy s Kometou Brno se vrátil zpět do mateřského týmu PSG Zlín se kterým podepsal smlouvu na dva roky.Od sezony 2015/16 se stal kapitánem týmu PSG Zlín. 20. září 2015 odehrál 1000. zápas v nejvyšší lize, zápas však prohrály 2:4, ve kterém nestačily nad klubem BK Mladá Boleslav. V zápase zaznamenal jednu branku. 29. března 2018 oznámil konec hráčské kariéry.

## Zajímavosti
20. září 2015 se stal jedenáctým hokejistou v historii, který odehrál v české nejvyšší soutěží 1000. zápas.

## Ocenění a úspěchy
- 2005 ČHL – Nejlepší střelec v playoff
- 2014 ČHL – Nejlepší střelec v playoff

## Prvenství
- Debut v ČHL – 4. února 1996 (AC ZPS Zlín proti HC Dynamo Pardubice)
- První asistence v ČHL – 17. září 1998 (HC Becherovka Karlovy Vary proti HC ZPS Barum Zlín)
- První gól v ČHL – 11. října 1998 (HC Vítkovice proti HC ZPS Barum Zlín, českému brankáři Jiřímu Trvajovi)
- První hattrick v ČHL – 28. října 2003 (HC Hamé Zlín proti HC Lasselsberger Plzeň)

## Klubová statistika
| Sezóna       | Klub                 | Soutěž       |     | Základní část | Základní část | Základní část | Základní část | Základní část |    | Play off | Play off | Play off | Play off | Play off |
| Sezóna       | Klub                 | Soutěž       | Z   | G             | A             | B             | TM            | Z             | G  | A        | B        | TM       |          |          |
| 1992/1993    | AC ZPS Zlín          | E-jun.       | 34  | 14            | 18            | 32            | 24            | —             | —  | —        | —        | —        |          |          |
| 1993/1994    | AC ZPS Zlín          | E-jun.       | 41  | 46            | 27            | 73            | 16            | —             | —  | —        | —        | —        |          |          |
| 1994/1995    | AC ZPS Zlín          | E-jun.       | 35  | 5             | 6             | 11            | 10            | —             | —  | —        | —        | —        |          |          |
| 1995/1996    | AC ZPS Zlín          | E-jun.       | 39  | 20            | 11            | 31            | 66            | —             | —  | —        | —        | —        |          |          |
| 1995/1996    | AC ZPS Zlín          | ČHL          | 1   | 0             | 0             | 0             | 2             | —             | —  | —        | —        | —        |          |          |
| 1996/1997    | Portland Winterhawks | WHL          | 72  | 17            | 36            | 53            | 51            | 6             | 0  | 2        | 2        | 2        |          |          |
| 1997/1998    | Portland Winterhawks | WHL          | 8   | 0             | 3             | 3             | 12            | —             | —  | —        | —        | —        |          |          |
| 1997/1998    | Tri-City Americans   | WHL          | 57  | 21            | 22            | 43            | 30            | —             | —  | —        | —        | —        |          |          |
| 1998/1999    | HC ZPS-Barum Zlín    | ČHL          | 44  | 5             | 7             | 12            | 57            | 11            | 2  | 1        | 3        | 4        |          |          |
| 1999/2000    | HC Barum Continental | ČHL          | 52  | 10            | 13            | 23            | 60            | 4             | 1  | 2        | 3        | 4        |          |          |
| 2000/2001    | HC Slovnaft Vsetín   | ČHL          | 52  | 8             | 18            | 26            | 85            | 14            | 2  | 4        | 6        | 10       |          |          |
| 2001/2002    | HC Vsetín            | ČHL          | 52  | 11            | 17            | 28            | 66            | —             | —  | —        | —        | —        |          |          |
| 2002/2003    | HC Hamé Zlín         | ČHL          | 52  | 13            | 14            | 27            | 60            | —             | —  | —        | —        | —        |          |          |
| 2003/2004    | HC Hamé Zlín         | ČHL          | 52  | 18            | 12            | 30            | 64            | 17            | 4  | 8        | 12       | 18       |          |          |
| 2004/2005    | HK Sibir Novosibirsk | RSL          | 7   | 1             | 1             | 2             | 6             | —             | —  | —        | —        | —        |          |          |
| 2004/2005    | Vsetinská hokejová   | ČHL          | 48  | 6             | 9             | 15            | 83            | —             | —  | —        | —        | —        |          |          |
| 2004/2005    | HC Hamé Zlín         | ČHL          | 8   | 1             | 1             | 2             | 6             | 17            | 7  | 6        | 13       | 18       |          |          |
| 2005/2006    | HC České Budějovice  | ČHL          | 47  | 5             | 8             | 13            | 44            | 10            | 0  | 2        | 2        | 16       |          |          |
| 2006/2007    | HC České Budějovice  | ČHL          | 36  | 9             | 6             | 15            | 30            | —             | —  | —        | —        | —        |          |          |
| 2007/2008    | HC Mountfield        | ČHL          | 52  | 10            | 7             | 17            | 50            | 12            | 1  | 1        | 2        | 14       |          |          |
| 2008/2009    | HC Mountfield        | ČHL          | 50  | 6             | 10            | 16            | 60            | —             | —  | —        | —        | —        |          |          |
| 2009/2010    | HC Mountfield        | ČHL          | 52  | 11            | 11            | 22            | 70            | 5             | 0  | 4        | 4        | 39       |          |          |
| 2010/2011    | HC Kometa Brno       | ČHL          | 50  | 10            | 11            | 21            | 68            | —             | —  | —        | —        | —        |          |          |
| 2011/2012    | PSG Zlín             | ČHL          | 52  | 4             | 10            | 14            | 46            | 12            | 7  | 2        | 9        | 8        |          |          |
| 2012/2013    | PSG Zlín             | ČHL          | 52  | 10            | 31            | 41            | 80            | 19            | 4  | 5        | 9        | 16       |          |          |
| 2013/2014    | PSG Zlín             | ČHL          | 52  | 14            | 16            | 30            | 50            | 16            | 8  | 5        | 13       | 26       |          |          |
| 2014/2015    | PSG Zlín             | ČHL          | 51  | 10            | 10            | 20            | 50            | 7             | 2  | 0        | 2        | 6        |          |          |
| 2015/2016    | PSG Zlín             | ČHL          | 52  | 7             | 14            | 21            | 66            | 7             | 1  | 2        | 3        | 6        |          |          |
| 2016/2017    | PSG Zlín             | ČHL          | 45  | 4             | 9             | 13            | 40            | —             | —  | —        | —        | —        |          |          |
| 2017/2018    | Aukro Berani Zlín    | ČHL          | 47  | 3             | 7             | 10            | 49            | 4             | 0  | 0        | 0        | 8        |          |          |
| Celkem v ČHL | Celkem v ČHL         | Celkem v ČHL | 999 | 173           | 237           | 410           | 1184          | 155           | 39 | 42       | 81       | 193      |          |          |

## Turnaje v Česku

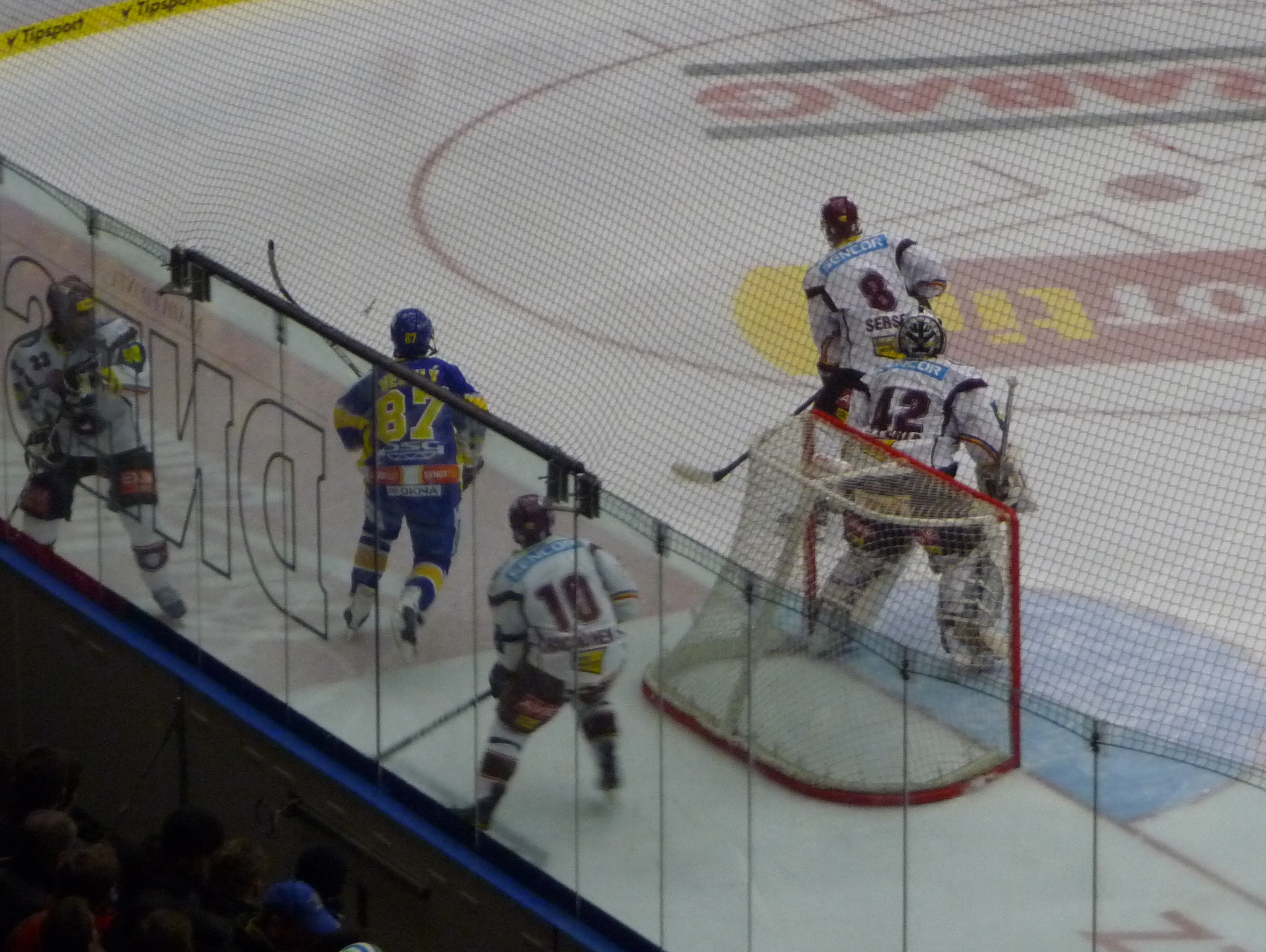
Ondřej Veselý v zápasu mezi PSG Zlín a HC Sparta Praha

| Rok    | Tým                | Liga         | Z  | G  | A  | B  | TM |
| ------ | ------------------ | ------------ | -- | -- | -- | -- | -- |
| 2000   | HC Slovnaft Vsetín | Zepter Cup   | 8  | 1  | 4  | 5  | 2  |
| 2001   | HC Vsetín          | Tipsport Cup | 7  | 5  | 4  | 9  | 10 |
| 2002   | HC Hamé Zlín       | Tipsport Cup | 6  | 1  | 5  | 6  | 8  |
| 2003   | HC Hamé Zlín       | Tipsport Cup | 4  | 2  | 2  | 4  | 6  |
| 2007   | HC Mountfield      | Tipsport Cup | 6  | 1  | 1  | 2  | 8  |
| 2008   | HC Mountfield      | Tipsport Cup | 4  | 2  | 1  | 3  | 4  |
| 2009   | HC Mountfield      | Tipsport Cup | 4  | 0  | 0  | 0  | 2  |
| 2010   | HC Kometa Brno     | Tipsport Cup | 4  | 0  | 1  | 1  | 2  |
| Celkem | Celkem             | Celkem       | 43 | 12 | 18 | 30 | 42 |

## Hokejová liga mistrů
| Rok       | Tým           | Liga   | Z | G | A | B | TM |
| --------- | ------------- | ------ | - | - | - | - | -- |
| 2008/2009 | HC Mountfield | LM     | 4 | 1 | 0 | 1 | 2  |
| Celkem    | Celkem        | Celkem | 4 | 1 | 0 | 1 | 2  |

## Reprezentace
| Rok           | Tým           | Soutěž        | Z  | G | A | B | TM |
| ------------- | ------------- | ------------- | -- | - | - | - | -- |
| 2005          | Česko         | EHT           | 2  | 0 | 0 | 0 | 4  |
| 2006          | Česko         | EHT           | 4  | 0 | 2 | 2 | 2  |
| 2007          | Česko         | EHT           | 3  | 0 | 0 | 0 | 0  |
| 2008          | Česko         | EHT           | 3  | 1 | 1 | 2 | 0  |
| Celkem na EHT | Celkem na EHT | Celkem na EHT | 12 | 1 | 3 | 4 | 6  |